# Morienval
Morienval är en kommun i departementet Oise i regionen Hauts-de-France i norra Frankrike. Kommunen ligger i kantonen Crépy-en-Valois som tillhör arrondissementet Senlis. År 2022 hade Morienval 1 055 invånare.

## Befolkningsutveckling
Antalet invånare i kommunen Morienval
| Referens: INSEE |